# هارولد جولد
هارولد جولد (بالإنجليزية: Harold Gould)‏ مواليد 10 ديسمبر 1923 في سكنيكتادي، الولايات المتحدة - الوفاة 11 سبتمبر 2010 في كاليفورنيا، الولايات المتحدة، هو ممثل أمريكي بدأ مسيرته الفنية سنة 1961. امتدت مسيرته الفنية لأكثر من 49 عاما.

## الأعمال

### مسلسلات
| السنة | العمل                | الدور                     |
| ----- | -------------------- | ------------------------- |
| 1962  | ذا دونا ريد شو       |                           |
| 1962  | هازل                 |                           |
| 1962  | ذا فيرجينيان         |                           |
| 1963  | توايلايت زون         |                           |
| 1964  | بيري ماسون           | لورنس ويست                |
| 1964  | غان سموك             |                           |
| 1965  | ذا إف بي آي          |                           |
| 1966  | هوجانز هيروز         |                           |
| 1969  | ميشين إمبوسيبول      |                           |
| 1969  | آي دريم أوف جيني     |                           |
| 1971  | كولمبو               |                           |
| 1972  | هاواي فايف أو        |                           |
| 1973  | أيرون سايد           |                           |
| 1985  | ذا غولدن غيرلز       | مايلز ويبر / أرني بيترسون |
| 1986  | نايت كورت            | والتر وايس                |
| 1989  | إمبتي نيست           |                           |
| 1990  | دالاس                |                           |
| 1996  | ممسوس بملاك          |                           |
| 1999  | المحيط الهادي الأزرق |                           |
| 2000  | ذا كينغ أوف كوينز    |                           |
| 2003  | القاضية إيمي         | آرثر                      |
| 2010  | نيب/تك               |                           |

## روابط خارجية
- هارولد جولد على موقع IMDb (الإنجليزية)
- هارولد جولد على موقع ألو سيني (الفرنسية)
- هارولد جولد على موقع تيرنر كلاسيك موفيز (الإنجليزية)
- هارولد جولد على موقع أول موفي (الإنجليزية)
- هارولد جولد على موقع قاعدة بيانات برودواي على الإنترنت (الإنجليزية)
- هارولد جولد على موقع قاعدة بيانات الأفلام السويدية (السويدية)
- هارولد جولد على موقع إن إن دي بي (الإنجليزية)
- هارولد جولد على موقع قاعدة بيانات الفيلم (الإنجليزية)
- هارولد جولد على موقع كينوبويسك (الروسية)